# 二硒化氫
二硒化氫（英語：Hydrogen diselenide），又稱乙硒烷或二硒烷，是一種無機硒化合物，其化學式為H2Se2，亦可計為(SeH)2，其結構類似於過氧化氫（H2O2）、硫氧化氫（H2SO）與二硫化氫（H2S2），但比前三者更接近90度。用铝还原二氧化硒的盐酸溶液，放出的气体与乙酸铅反应生成的黑色沉淀中含有PbSe₂，证明二硒化氢存在于气体混合物当中。。二硒化氫常溫下容易分解為硒化氫（H2Se）和硒單質而無法穩定存在，但可以在一些溶液中存在。二硒化氫可以用在一些有機合成的中間過程。

## 結構
二硒化氫分子的兩面角為89.9度，H-Se-Se鍵角為90.5度，H-Se鍵長為1.536埃，Se-Se鍵長為2.380埃。二硒化氫扭轉運動電勢能壘高度與硫氧化氫類似，而扭轉穿隧的分解則與二硫化氫有相同的觀測值。此外，二硒化氫和二碲化氫（hydrogen ditelluride）的分子結構都有轉動屏障的現象。

## 結構類似的化合物
還有一些硒化合物的結構類似過氧化氫，如硒氧化氫、硒硫化氫，但他們都不穩定。